# Matrilokalitet
Matrilokalitet är regeln om att det nybildade äkta paret ska bosätta sig hos brudens mor. Starkt matrilokala samhällen kallas ibland moderscentrerade. Det finns en debatt om den terminologiska avgränsningen mellan moderscentrerad och matriarkat.